# گوست ریکان نقطه توقف
تام کلنسی گوست ریکان نقطه توقف (به انگلیسی: Tom Clancy's Ghost Recon Breakpoint) یک بازی ویدئویی آنلاین در سبک تیراندازی تاکتیکی است که توسط استودیوی یوبی‌سافت پاریس ساخته شده و به‌وسیلهٔ یوبی‌سافت در تاریخ ۴ اکتبر ۲۰۱۹ برای مایکروسافت ویندوز، اکس‌باکس وان و پلی‌استیشن ۴ و در ۱۸ دسامبر ۲۰۱۹ برای گوگل استادیا منتشر شد.
این بازی قسمت یازدهم از مجموعه بازی‌های گوست ریکان و ادامهٔ نسخه پیشین خود، گوست ریکان سرزمین‌های وحشی است.
در نخستین هفتهٔ انتشار این بازی در ژاپن، ۵۴٬۷۳۳ نسخهٔ پلی‌استیشن ۴ این بازی فروخته شد که دومین بازی پرفروش در یک هفته در این کشور بود. اما تنها ۳ هفته بعد، مدیر یوبی‌سافت، مجموع فروش نسخه‌های این بازی را ناامیدکننده توصیف کرد.

## گیم‌پلی
محیط بازی به صورت جهان باز بوده و در آئورا  یک جزیره خیالی در اقیانوس آرام روایت می‌شود. بازیکن در نقش سرهنگ دوم آنتونی "نومد" پریمان از نیروهای گروه پنجم نیروهای ویژه ایالات متحده قرار می‌گیرد و به این جزیره فرستاده می‌شود تا مجموعه ای از آشوب و اختلالات را که مسبب آن Skell Technology، یک شرکت نظامی خصوصی، را در جزیره مورد بررسی قرار دهد. تام کلنسی گوست ریکان نقطه توقف همانند نسخه پیشین خود گوست ریکان سرزمین‌های وحشی، یک بازی تهاجمی تاکتیکی است. بازی از زاویه دید سوم شخص بهره می‌برد، اما در هنگام نشانه‌گیری، دوربین به دید اول شخص تغییر می‌کند. بازیکن نقش سرهنگ دوم آنتونی "نومد" پریمان، یکی از اعضای نیروی دلتا را بر عهده می‌گیرد. وی از نیروهای گروه پنجم نیروهای ویژه ایالات متحده است، که همچنین با عنوان "اشباح" نیز شناخته می‌شوند. گروه اشباح یک گروه حرفه‌ای و خیالی است که تحت نظارت فرماندهی مشترک عملیات ویژه ایالات متحده آمریکا قرار دارد.
آئورا، دنیای جهان باز بازی، دارای مناظر و محیط‌های مختلف است و می‌تواند برای اهداف تاکتیکی استفاده شود. به عنوان مثال، بازیکنان می‌توانند با جابه‌جایی و سر خوردن پشت اجسام سنگی استتار کنند. برطبق گفته سازندگان، نقشه جزیره آئورا از نسخه پیشین بزرگ‌تر است و بازیکنان گزینه‌های بیشتری برای انجام یک مرحله یا مأموریت و راه‌های مختلفی برای عبور از خطرات، مانند استفاده از وسایل نقلیه هوایی، زمینی و دریایی را در اختیار دارند.
این بازی تأکید زیادی بر بقا نسبت به نسخهٔ پیشین خود، سرزمین‌های وحشی دارد. دشمنان از گذشته بیشتر خواهند شد و بازی، طیف گسترده‌ای از دشمنان را روبروی بازیکنان قرار خواهد داد. این دشمنان به بسیاری از سلاح‌های مشابه، مهارت‌ها و تجهیزات موجود دسترسی خواهند داشت؛ دشمنان واکنش بیشتری نسبت به اقدامات بازیکنان انجام داده و برای یافتن بازیکن در جهان بازی گشت‌زنی می‌کنند. بازیکنان باید منابع مختلف را در دنیای بازی جمع‌آوری و از آن‌ها برای ساخت وسایل مورد نیاز مانند بانداژ استفاده کنند. بررسی و تعمیرات اساسی و منظم برای حفظ عملکرد اسلحه ضروری است و بازیکن باید خستگی، گرسنگی و تشنگی شخصیت خود را مدیریت کند. عدم انجام کارهای ضروری ممکن است شخصیت را کند یا توانایی وی را برای احیای سلامت محدود کند یا باعث ایجاد سر و صدای بیشتری در هنگام حرکت شود. این بازی با استفاده از یک سیستم سلامتی احیا کننده که شخصیت بازیکن به‌طور طبیعی سلامت را بهبود می‌بخشد، اما با این‌حال، صدمات جدی موجب اختلال در عملکرد شخصیت بازیکن می‌شود؛ برای مثال، شخصیت‌ها در هنگام صدمه جدی شروع به لرزش می‌کنند و دیگر نمی‌توانند با دقت نشانه‌روی کنند.
بازیکنان همچنین می‌توانند یک پناهگاه را به منظور بهبود خود بسازند. پناهگاه بخشی است که کاربران می‌توانند سلاح و موجودی خود را مدیریت کنند و ویژگی و نوع شخصیت خود را تغییر دهند.

## داستان
این بازی در سال ۲۰۲۳، چهار سال پس از وقایع گوست ریکان سرزمین‌های وحشی اتفاق می‌افتد. این داستان در آئورا، جزیره‌ای در جنوب اقیانوس آرام آغاز می‌شود که تحت کنترل کارآفرین میلیاردی و بشردوست اسکول است او بنیانگذار Skell Technology یک شرکت تولید تراشه برای هواپیماهای بدون سرنشین است اسکول تمام جزیرهٔ آئورا را برای طراحی تحقیق توسعه و تولید هوش مصنوعی و تکنولوژی هواپیماهای بدون سرنشین خریداری کرده‌است. این جزیره از مجموعه‌ای از بیوم‌های فردی شامل صخره‌های دریایی و تالاب‌ها، جنگل، کوه‌های برفی و آتشفشان‌های فعال تشکیل شده‌است. با توجه به شواهدی مبنی بر این‌که محصولاتش در دست رژیم‌های فاسد قرار دارد فناوری‌های Skell Technology تحت نظارت و بررسی قرار می‌گیرد و وقتی که از این فناوری برای دخالت در جنگ و ترور استفاده می‌شود دولت ایالات متحده تصمیم می‌گیرد Skell Technology را متوقف کند، برای همین اعضای گروه اشباح را اعزام می‌کنند تا با Skell Technology برای جلوگیری از جنگ مبارزه کنند و تجهیزات مخرب آن را نابود سازند و در نهایت اسکول را دستگیر و تحویل دهند.